# Faixa Dinâmica
Em fotografia, entende-se por faixa dinâmica a faixa de luminância que uma câmera fotográfica consegue captar, ou seja, os limites dessa faixa. Se a câmera deixa as áreas de sombra totalmente pretas ou as áreas mais claras totalmente brancas, não registrando os detalhes e sutilezas do ambiente, essa câmera é de baixa faixa dinâmica.
Essa questão também está diretamente relacionada ao ruído que polui as imagens das câmeras eletrônicas em condições de baixa iluminação (imagem granulada). Câmeras de menor sensibilidade tendem a produzir imagens mais granuladas.
A faixa dinâmica de câmeras fotográficas digitais é muito menor que a do olho humano, e geralmente não tão ampla quanto a do filme fotográfico. Existem técnicas que foram criadas para ampliar a faixa dinâmica de imagens digitais, conhecidas como HDR.